# Brendan Sean Murray
Brendan Sean Murray ist ein südafrikanischer Schauspieler und Synchronsprecher.

## Leben
Von 2002 bis 2005 studierte Murray an der Universität Kapstadt die Fächer Theater und Performance. Er schloss sein Studium mit dem Bachelor of Arts ab. Er spricht Englisch, Afrikaans und Deutsch.
Ab 2006 folgten regelmäßige Besetzungen in Fernsehserien und Filmproduktionen. 2015 war er unter anderen in der wiederkehrenden Rolle des Meeks in der Fernsehserie Black Sails und eine Rolle im Spielfilm Momentum. 2019 war er in insgesamt vier Episoden der Fernsehserie Warrior in der Rolle des Jack Damon zu sehen. Im Folgejahr stellte er in drei Episoden der Fernsehserie Raised by Wolves die Rolle des Otho dar. 2023 spielte er in insgesamt 18 Episoden der Fernsehserie Binnelanders die Rolle des Thomas. Im selben Jahr wirkte er außerdem in drei Episoden der Fernsehserie Devil’s Peak als Detective Cruywagen  mit. Im Sommer 2024 wurde bekannt, dass er im Netflix Original One Piece die Rolle des Riesen Boogey spielen wird.

## Filmografie (Auswahl)

### Schauspiel
- 2006: Screenplay
- 2008: Die Mätresse des Teufels (The Devil’s Whore, Miniserie, Episode 1x03)
- 2012: Strike Back (Fernsehserie, 2 Episoden)
- 2012: Leonardo (Fernsehserie, Episode 2x06)
- 2014: Monark: Something (Kurzfilm)
- 2015: Black Sails (Fernsehserie, 2 Episoden)
- 2015: Bluestone 42 (Fernsehserie, Episode 3x01)
- 2015: Momentum
- 2015: You, Me and the Apocalypse (Miniserie, Episode 1x04)
- 2015: Saints & Strangers (Miniserie, Episode 1x01)
- 2017: Broken Darkness
- 2017: Wizard
- 2017: Du lebst noch 24 Stunden (24 Hours to Live)
- 2019: Warrior (Fernsehserie, 4 Episoden)
- 2019: Sanguine (Kurzfilm)
- 2020: Queen Sono (Fernsehserie, Episode 1x04)
- 2020: Fried Barry
- 2020: Vagrant Queen (Fernsehserie, Episode 1x07)
- 2020: Ulysses S. Grant: Vom Kriegsheld zum US-Präsidenten (Grant, Miniserie, Episode 1x01)
- 2020: Raised by Wolves (Fernsehserie, 3 Episoden)
- 2021: In 80 Tagen um die Welt (Around the World in 80 Days, Fernsehserie, Episode 1x01)
- 2022: Abraham Lincoln (Miniserie, Episode 1x01)
- 2022: The Umbrella Men
- 2023: The Power (Fernsehserie, Episode 1x05)
- 2023: Binnelanders (Fernsehserie, 18 Episoden)
- 2023: Devil’s Peak (Fernsehserie, 3 Episoden)

### Synchronisationen
- 2020: Open Mike Knight (Kurzfilm)
- 2021: Das Seehund-Team (Seal Team, Animationsfilm)

## Theater (Auswahl)
- West Side Story, Regie: Matthew Wild, Joburg Theatre
- Something Outrageous, Regie: Greg Karvellas, Alexander Bar
- Aa absolute Turkey, Regie: Chris Weare, Theatre on the Bay
- Madame Touxflouwe, Regie: Beren Belknap, Arena Theatre Artscape and UCT
- Nic Danger and the rise of the Space Ninjas, Regie: Nic Davies, Church St. Theatre and NAF
- The Game, Regie: Milton Schorr, Observatory Community Hall and National Arts Festival (NAF)
- The Game of the Heart, Regie: Milton Schorr, Intimate Theatre UCT and NAF
- Beethoven in Raptus, Regie: Arne Pohlmeier, Artscape Arena
- Hamlet, Regie: Roy Sargeant, Artscape Main Stage
- Romeo and Juliet, Regie: Fred Abrahamse, Maynardville
- Crooked, Regie: Matthew Wild, Artscape Arena
- Amadeus, Regie: Lara Foot Newton, Baxter Theatre
- Les Liaisons Dangereusses, Regie: Geoff Hyland, UCT Arena Theatre
- Hamlet, Regie: Peter Krummeck, UCT Little theatre
- After Easter, Regie: Liz Mills, UCT Arena Theatre
- Face the Music, Hollard Insurance, Fundi Communications and Advertising CC
- Renegade Bingo, The Sun Room
- Vaudeville, The FEZ
- Bierfest, National Tour, Sun City, Monte Casino, Sun Coast
- Hendricks Gin, National Tour